# David Winkler
David Winkler (...) è un regista e produttore cinematografico statunitense.

## Filmografia

### Regista
- Finding Graceland (1998)
- The Net (serie televisiva) (1998)
- Rockpoint P.D. (serie televisiva) (2002)
- Odyssey 5 (serie televisiva), episodio Punto di fuga (2003)
- Devour - Il gioco di Satana (2005)
- Omicidio perfetto (2006)
- Danza mortale (2006)
- Un Natale a sorpresa (2007)
- How I Married My High School Crush (2007)
- Blood Ties (serie televisiva) episodio La magia della morte (2007)

### Produttore
- Rocky Balboa, regia di Sylvester Stallone (2006)
- How I Married My High School Crush, regia di David Winkler (2007)
- Trespass, regia di Joel Schumacher (2011)
- Professione assassino, regia di Simon West (2011)
- The Gambler, regia di Rupert Wyatt (2014)
- Creed - Nato per combattere (Creed), regia di Ryan Coogler (2015)
- Mechanic: Resurrection, regia di Dennis Gansel (2016)
- Creed II, regia di Steven Caple Jr. (2018)
- The Alto Knights - I due volti del crimine (The Alto Knights), regia di Barry Levinson (2025)

### Attore
- The Net - Intrappolata nella rete, regia di Irwin Winkler (1995), nel ruolo di tecnico del computer.